# Hühnergott

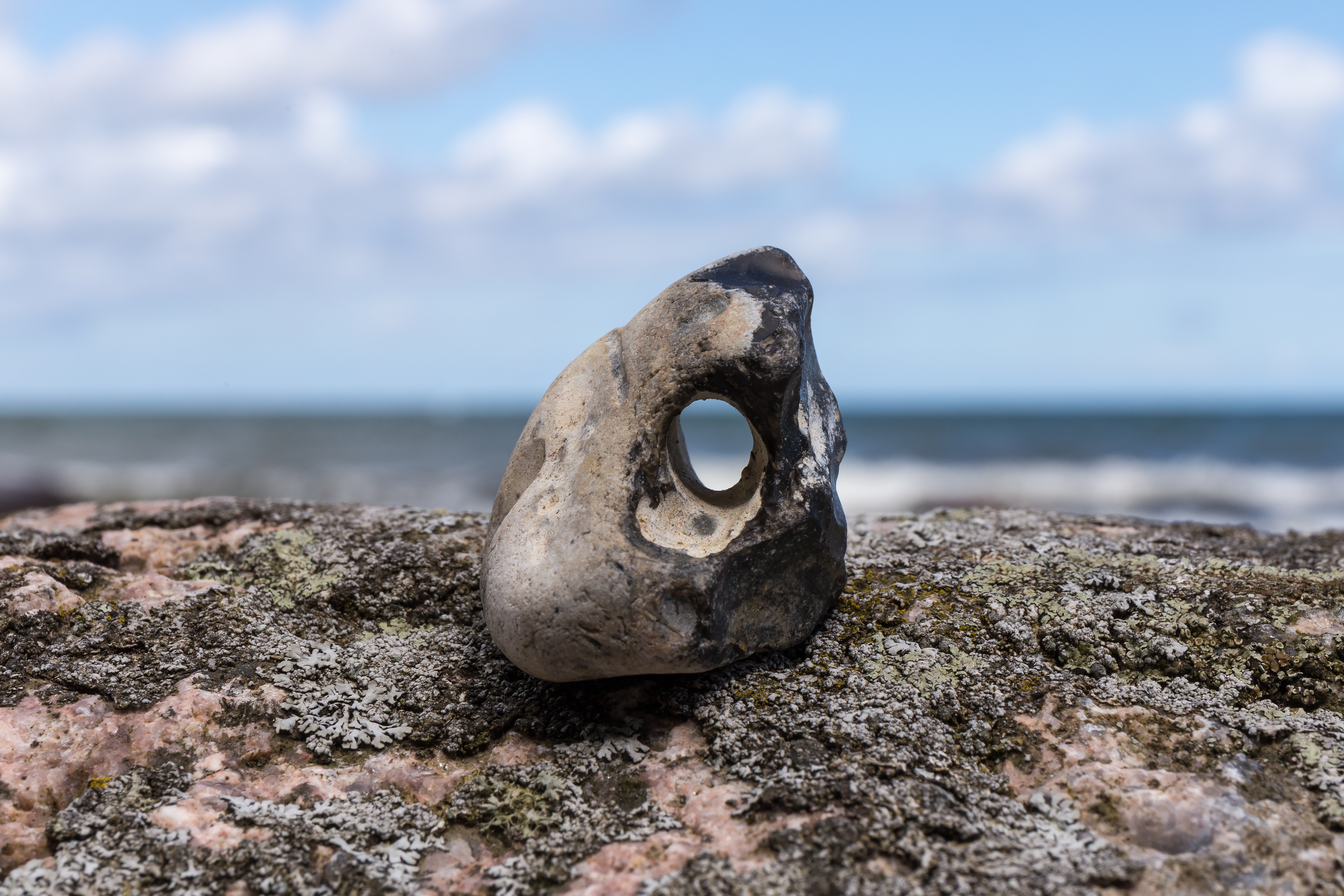
Hühnergott, Fundort: Lohme, Insel Rügen

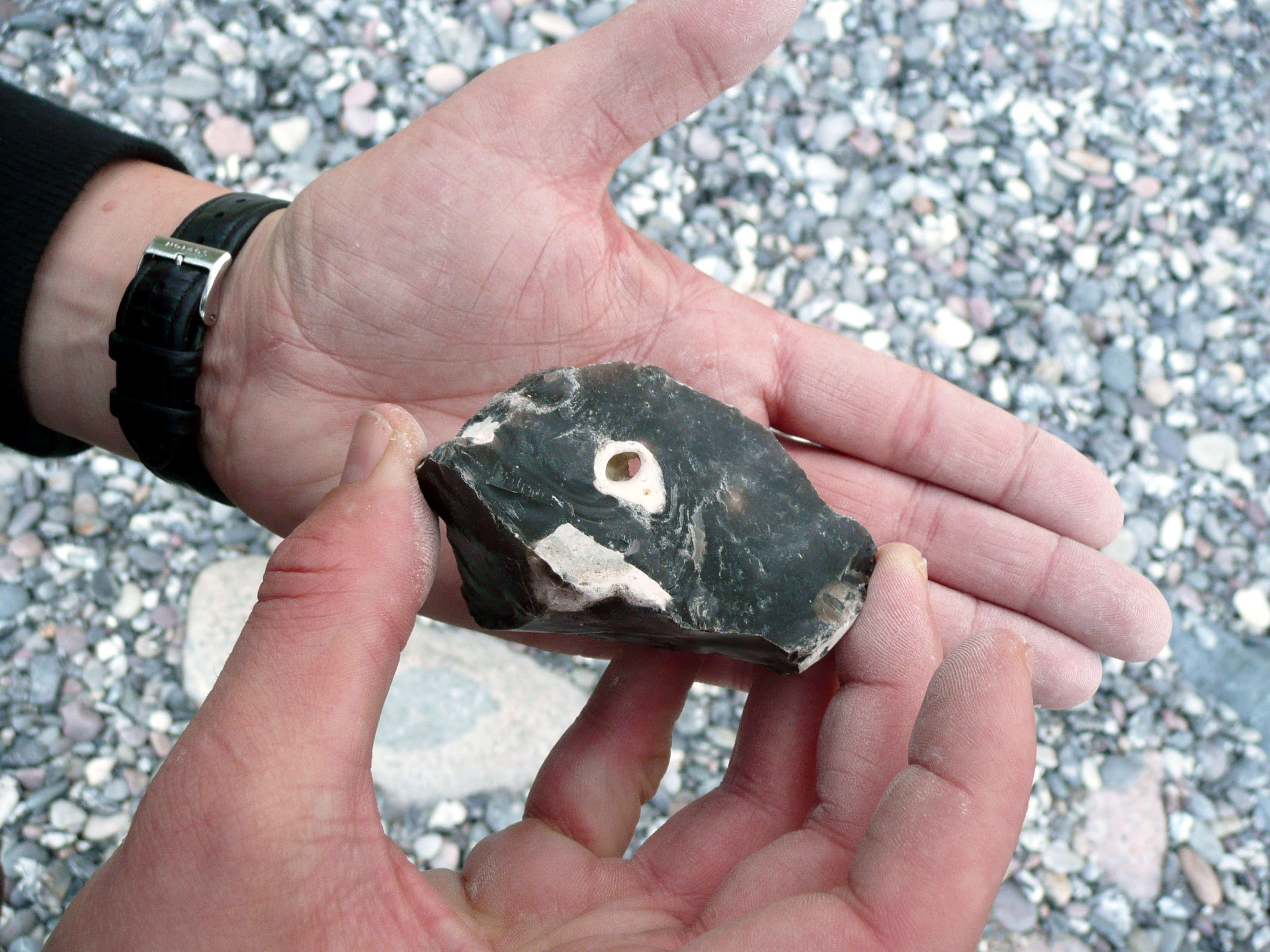
Hühnergott, Fundort: Unterhalb des Königsstuhls, Insel Rügen

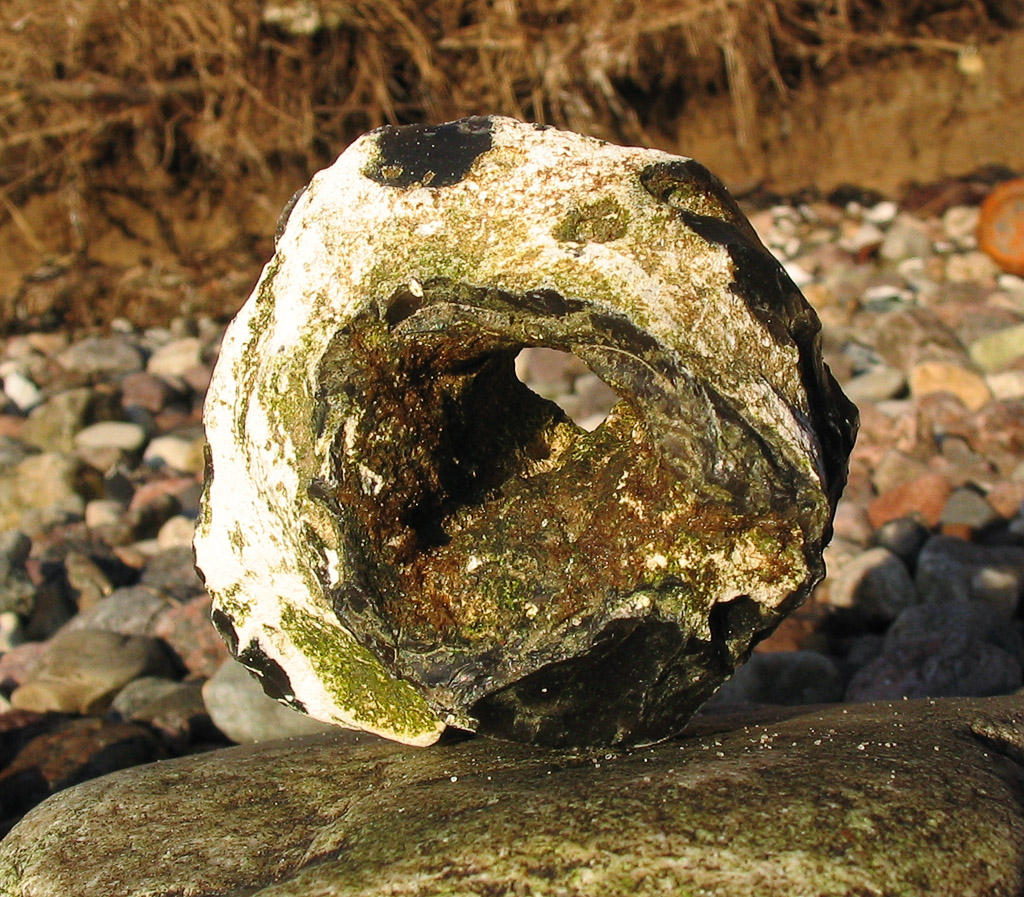
Hühnergott, Fundort: Dänholm

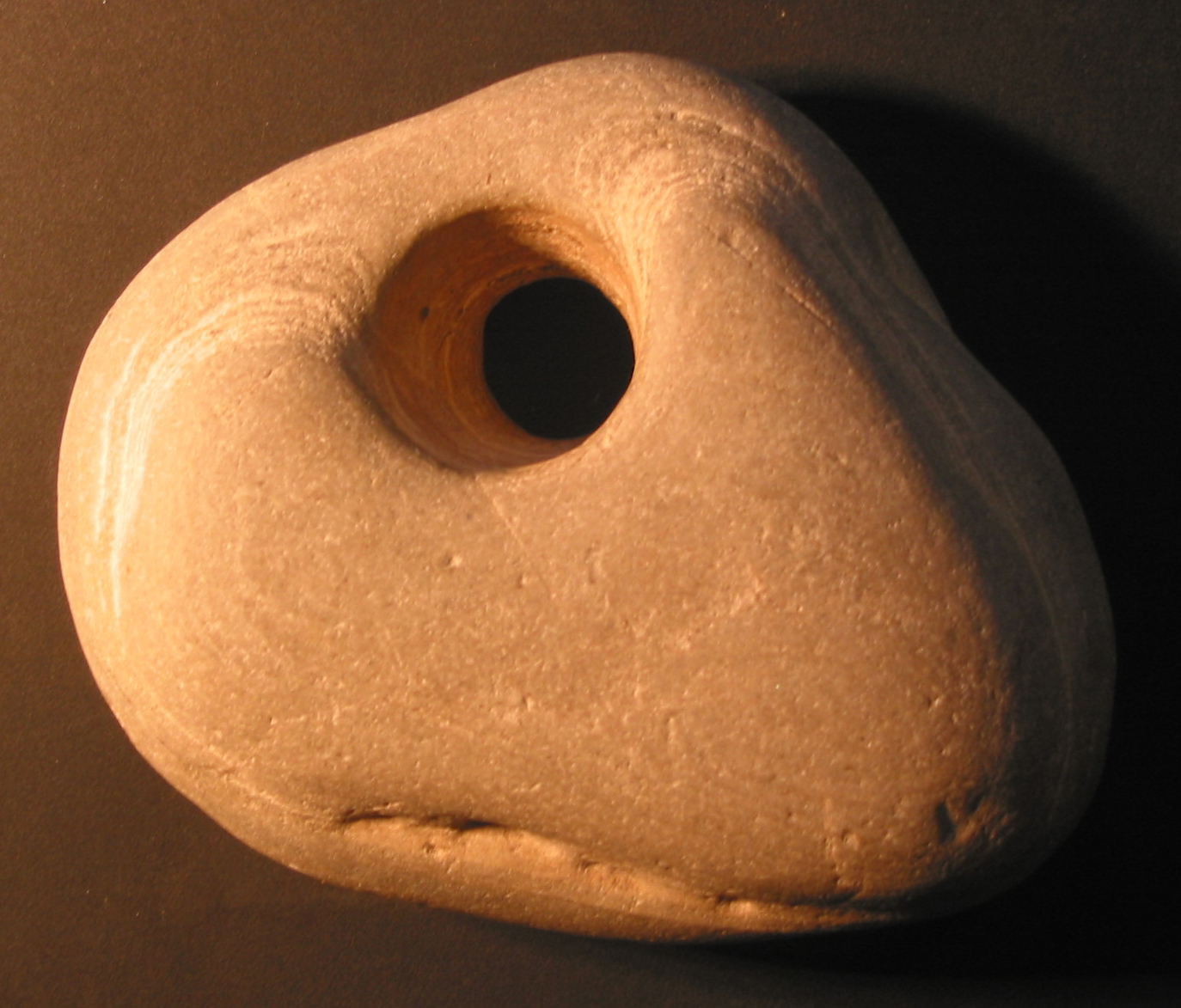
Hühnergott, Fundort: Kalifornien

Linsenstein, Fundort: Wien

Als Hühnergott, Drudenstein, Hexenstein oder Lochstein wird ein Stein mit einem natürlich entstandenen Loch bezeichnet. In Großbritannien werden sie „hag stones“ (deutsch „Hexensteine“) und „Snake’s eggs“ (deutsch „Schlangeneier“), walisisch Glain neidr, in Cornwall „Milpreve“, in Südschottland „Adderstanes“, schottisch-gälisch Gloine nan Druidh (deutsch „Druidenglas“), in Ägypten „aggry“ oder „aggri“ genannt.

## Beschreibung und Vorkommen
Steine dieser Art sind oft Feuersteinknollen mit herausgewitterten Kreideanlagerungen. Der „echte“ Hühnergott hat ein Loch von etwa Stecknadelkopfgröße bis einigen Zentimetern Durchmesser, manchmal Überbleibsel eines einst eingelagerten fossilen Seelilienstängels (siehe Paramoudra zur Theorie über das Entstehen der Löcher). In Deutschland kommen Hühnergötter an der Ost- sowie Nordseeküste (beispielsweise an den Stränden der Nordfriesischen Inseln) und in eiszeitlichen Geröllen des Binnenlandes vor und sind unter Urlaubern als Glücksbringer ein beliebtes Souvenir. Andernorts in Deutschland sind solche Bildungen eher selten zu finden oder als Begriff unbekannt. In den Niederlanden (Mergelland) kann man Hühnergötter ebenfalls finden.

Feuersteine mit Kreidekruste
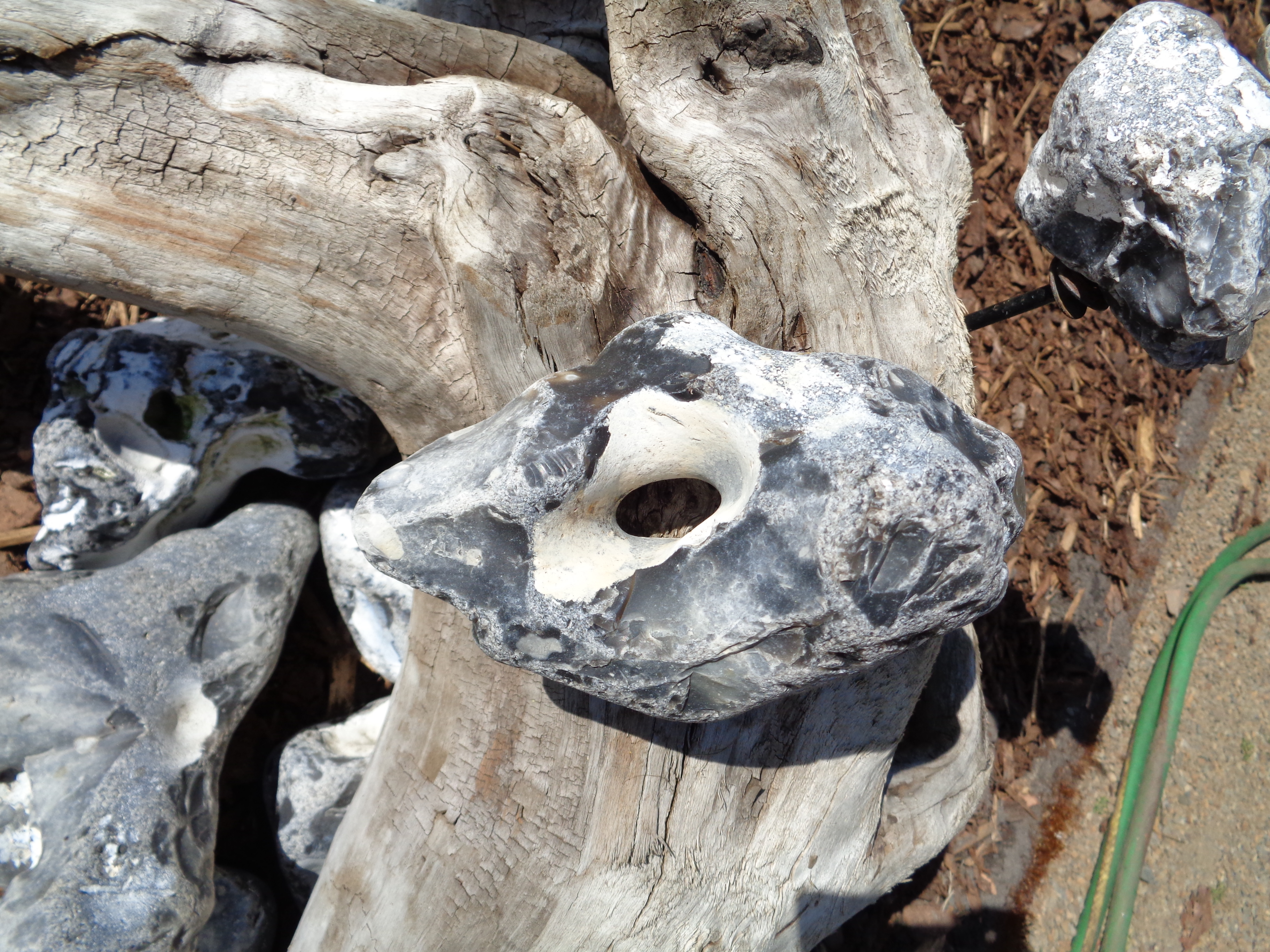
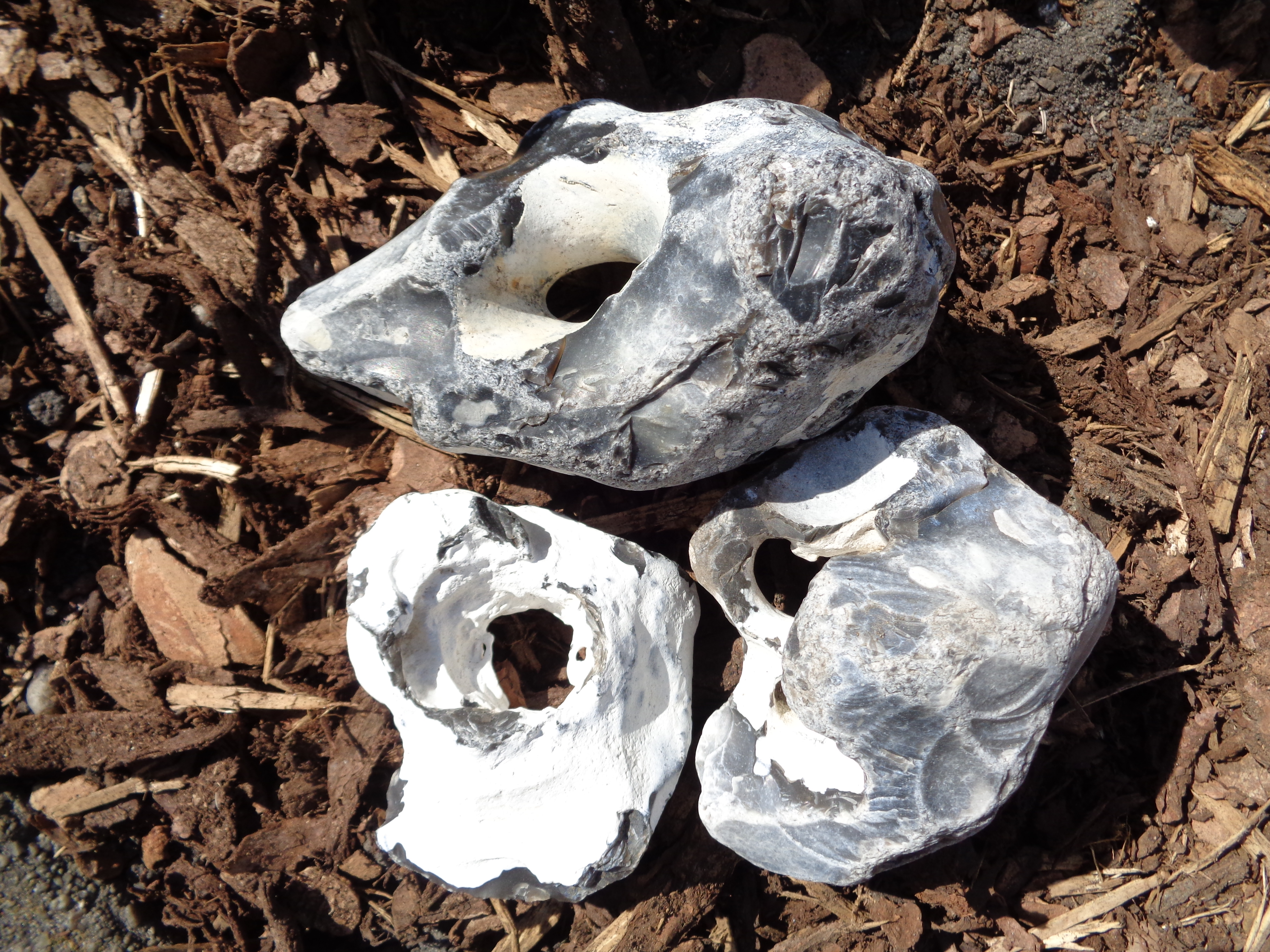

## Aberglaube
Die Bezeichnung Hühnergott und die Vorstellung, mit als Amulett gedeuteten entsprechenden Gegenständen das Hausgeflügel gegen böse Geister schützen zu können, stammen aus einem sehr alten slawischen Volksglauben. Im vorliegenden Fall geht es um die Abwehr des schädlichen Einflusses eines weiblichen Hausgeistes, der so genannten Kikimora.
Die Kikimora ist eine zum Poltergeist umgewidmete alte slawische Gottheit. Ihr wird unter anderem nachgesagt, dass sie Fäden spinnt, poltert, demjenigen, der sie sieht, Unglück bringt – und das Hausgeflügel stiehlt oder es am Eierlegen hindert. Um den bösen Einfluss abzuwehren, muss der abgeschlagene Hals eines Kruges oder aber ein Stein mit einem natürlichen Loch bei den Ställen aufgehängt werden. Nachzulesen zum Beispiel in dem im 19. Jahrhundert entstandenen und bis heute unter Wissenschaftlern wie sprachinteressierten Laien sehr populären Wörterbuch der großrussischen Sprache von Wladimir Dal. Die Vermutung, es handle sich um einen Glauben der Krimtataren, wie sie beispielsweise in der unten erwähnten Erzählung Jewtuschenkos vorkommt, greift daher zu kurz. Die Krimtataren haben hier mit einiger Wahrscheinlichkeit Vorstellungen ihrer slawischen Nachbarn übernommen.
Das Wort Kuriny bog (russ. куриный бог; Hühnergott) seinerseits bezeichnet im slawischen Sprachraum nicht nur Lochsteine, sondern auch andere gebrauchte und zerschlagene Gegenstände, etwa alte Gefäße ohne Boden oder abgetragene Bastschuhe.
Lochsteine als schützende Amulette haben in der Vergangenheit in ganz Europa und darüber hinaus eine Rolle gespielt. Belegt ist das zum Beispiel für den germanischen, etwa den angelsächsischen und alemannischen, wie auch den französischen Volksglauben. So wurden sie beispielsweise in der Schweiz und in Frankreich in Kuh- und Pferdeställen aufgehängt, um das Vieh vor Unglück zu bewahren. Auch in Deutschland waren solche Vorstellungen verbreitet. Zwar wurden die Lochsteine „Trutensteine“, „Schratensteine“ oder ähnlich genannt, es wurde aber genau wie beim Hühnergott an die Abwehr von Hexen und Geistern, eben der „Truten“ (alternative Schreibweisen: Druden, Truden) oder der „Schrate“ und deren bösem Zauber gedacht. Auch dieser Volksglaube hat ein Analogon bei den Ostslawen, das als Viehgott (skotij bog, russ. скотий бог) bezeichnet wurde. Ähnlich wie beim Hühnergott dienten hierfür neben anderen Dingen Lochsteine, die an gut sichtbarer Stelle aufgehängt wurden, um „böse Blicke“ abzuwenden und den unter anderem als Beschützer des Viehs angesehenen heidnischen slawischen Gott Weles zu beschwören. Nicht unerwähnt soll dabei bleiben, dass die in manchen Quellen angeführte Beziehung der Hühnergötter zum germanischen Donnergott Thor (Donar), dem unter anderem auch das Huhn heilig gewesen sein soll, nicht abwegig ist, denn die slawischen Gottheiten Weles (Wolos) und Perun (Weles’ Gegenspieler, der meist als slawische Hauptgottheit betrachtet wird) und die germanischen Götter Thor und Loki (beide ebenfalls Gegenspieler) weisen eine Reihe ähnlicher Züge auf.

## Vorkommen im Schrifttum
Da der Begriff Hühnergott in älteren deutschsprachigen Nachschlagewerken des 19. und 20. Jahrhunderts, insbesondere im Wörterbuch der deutschen Sprache der Brüder Grimm, fehlt, gilt er als Neologismus. Längere Zeit wurde vermutet, der deutsche Begriff gehe auf die 1966 erschienene Übersetzung der gleichnamigen, 1963 verfassten Novelle von Jewgeni Jewtuschenko durch Thomas Reschke zurück. Es gibt inzwischen aber mehrere Nachweise, dass der Begriff Hühnergott im Deutschen schon längere Zeit existiert. So hatte bereits vor Reschke der Balte René Drommert (1905–2002) Jewtuschenkos Erzählung mit dem Titel Der Hühnergott ab Januar 1963 für Die Zeit in Fortsetzungen übersetzt.
Ein früher Nachweis stammt, wie Freunde Reschkes auf dessen Bitte hin ermittelt haben, aus dem 1927 bei de Gruyter in deutscher Sprache erschienenen Buch von D. Zelenin zur ostslawischen Volkskunde. Tatsächlich finden sich aber bereits im 19. Jahrhundert entsprechende Begriffsverwendungen von Hühnergott als Bezeichnung für Steine in Zusammenhang mit Hühnern und deren Wohlergehen in der deutschsprachigen Literatur, bei v. Stenin (1893) ebenfalls mit Bezug auf ostslawisches Brauchtum, bei dem aus Bremen stammenden Adolf Bastian (1878) jedoch mit Bezug auf Mittelamerika.
Der Begriff „Hühnergott“ wurde in dem Roman Iwan III. von Waleri Jaswizki, erschienen 1953 bei Rütten & Loening in der Übersetzung von Alexander Böltz, verwendet. Dort steht im Band I, Seite 98: „An ihrem Hals [der Hühner] waren mit Zwirn bunte Steinchen angebunden, die ‚Hühnergötter‘, die sie vor Seuche behüteten.“
Der Begriff fand 1975 Eingang in den DDR-Duden, wurde aber im nach 1990 gemeinsamen Duden wieder getilgt. Die im Jahr 2000 erschienene 22. Auflage des Bandes Die deutsche Rechtschreibung verzeichnet ihn jedoch wieder.
In Österreich werden Steine mit kleinen Löchern auch Linsensteine genannt: Wird durch das Loch geschaut, erscheint alles vergrößert.

## Synonyme
Lochstein, Drudenstein, Linsenstein.